# Saint-Sauveur, Hautes-Alpes

Saint-Pierre-Avez este o comună în departamentul Hautes-Alpes, Franța. În 1 ianuarie 2022 avea o populație de 493 de locuitori.